# Женіс (Мактааральський район)
Жені́с (каз. Жеңіс) — село у складі Мактааральського району Туркестанської області Казахстану. Входить до складу Жанажольського сільського округу.
Населення — 1421 особа (2021; 1836 у 2009, 1492 у 1999, 1081 у 1989).